# Bette Midler
Bette Midler (ur. 1 grudnia 1945 w Honolulu) – amerykańska piosenkarka, autorka tekstów, aktorka, komiczka, producentka filmowa, scenarzystka i kompozytorka żydowskiego pochodzenia.
Zadebiutowała na dużym ekranie rolą Mary Rose Foster w filmie Róża z 1979, za którą została nagrodzona Złotym Globem i otrzymała nominację do Oscara w kategorii najlepsza aktorka.

## Dyskografia

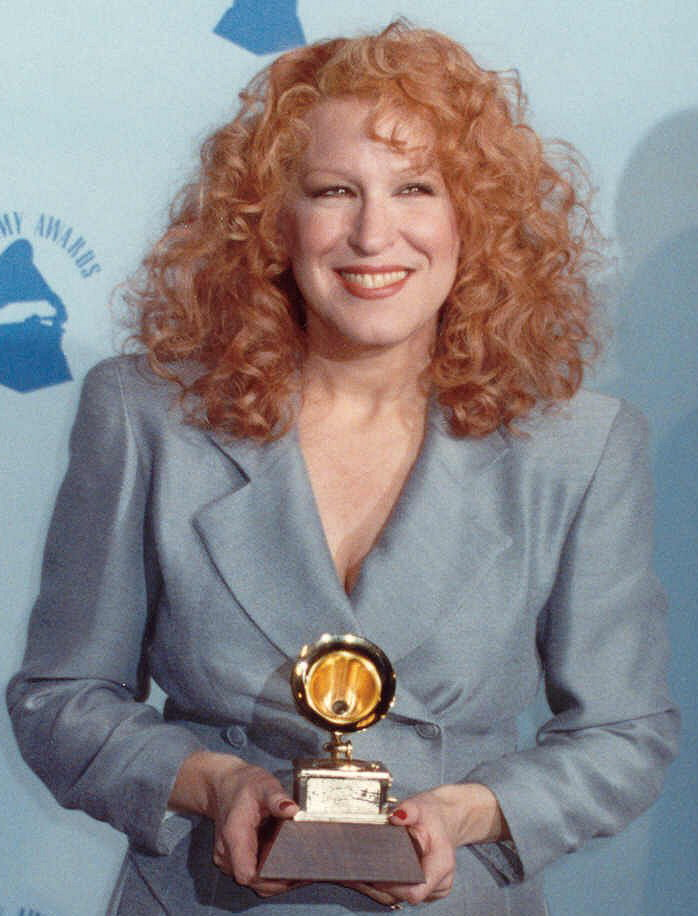
Bette Midler w 1990

### Albumy
- „The Divine Miss M” (1972)
- „Bette Midler” (1973)
- „Songs for the new depression” (1976)
- „Broken bloosom” (1977)
- „Thighs and whispers” (1979)
- „The Rose” (ścieżka dźwiękowa z filmu, 1979)
- „Divine madness” (ścieżka dźwiękowa z filmu, 1980)
- „No frills” (1983)
- „Beaches” (ścieżka dźwiękowa z filmu, 1988)
- „Some people's lives” (1990)
- „For the boys” (ścieżka dźwiękowa z filmu, 1991)
- „Bette of roses” (1995)
- „Bathhouse Betty” (1998)
- „Bette” (2000)
- „Bette Midler sings the Rosemary Clooney songbook” (2003)
- „Bette Midler sings the Peggy Lee songbook” (2005)
- „Cool Yule” (2006)
- „It's the Girls!” (2014)

### Single
- „Boogie woogie bugle boy” z albumu „The Divine Miss M”
- „Do you want to dance” z albumu „The Divine Miss M”
- „Married men” z albumu „Thighs and whispers”
- „The Rose” z albumu „The Rose”
- „Beast of burden” z albumu „No frills”
- „Wind beneath my wings” z albumu „Beaches”
- „Under the boardwalk” z albumu „Beaches”
- „From a distance” z albumu „Some people's lives”
- „Night and day” z albumu „Some people's lives”
- „In my life” z albumu „For the boys”
- „Every road leads back to you” z albumu „For the boys”
- „To deserve you” z albumu „Bette of roses”
- „I’m beautifull” z albumu „Bathhouse Betty”
- „My one true friend” z albumu „Bathhouse Betty”
- „In these shoes” z albumu „Bette”
- „Fever” z albumu „Bette Midler sings the Peggy Lee songbook”
- „Be my baby"/"It's the girl” z albumu „It's the Girls!"

## Filmografia
- 1979: Róża jako Mary Rose Foster
- 1986: Bezlitośni ludzie jako Barbara Stone
- 1986: Włóczęga z Beverly Hills jako Barbara Whiteman
- 1988: Oliver i spółka jako Georgette (głos)
- 1988: Wariatki jako Cecilia 'CC' Carol Bloom
- 1990: Stella jako Stella Claire
- 1991: Dla naszych chłopców jako Dixie Leonard
- 1993: Gypsy jako mama Rose[3]
- 1993: Hokus pokus  jako Winifred „Winnie” Sanderson
- 1996: Zmowa pierwszych żon jako Brenda Cushman
- 1997: Ta podstępna miłość jako Lilly
- 2004: Żony ze Stepford jako Bobbie Markowitz
- 2008: Kobiety jako Leah Miller
- 2012: Wspólna chata jako Diane Decker
- 2020: The Glorias jako Bella Abzug
- 2022: Hocus Pocus 2 jako Winifred "Winnie" Sanderson

## Nagrody
- Złoty Glob
  - Najlepsza aktorka w komedii lub musicalu: 1980 Róża
  - Najlepsza aktorka w komedii lub musicalu: 1992 Dla naszych chłopców
  - Najlepsza aktorka w miniserialu lub filmie telewizyjnym: 1994 Gypsy